# زهرا دانایی
زهرا دانایی با نام کامل زهرا دانای طوس (زادهٔ ۱ شهریور ۱۳۶۲ - گنبدکاووس) بازیکن تیم ملی والیبال نشسته زنان ایران است. وی نخستین زن در تاریخ ورزش استان گلستان شناخته می‌شود که حضور در مسابقات المپیک و پارالمپیک را تجربه کرده‌است. او در بازی‌های پارالمپیک ۲۰۱۶ ریو به همراه تیم ملی والیبال نشسته زنان ایران به مقام پنجم دست یافت.

## زندگی
زهرا دانای طوس متولد سال ۱۳۶۲ در گنبدکاووس است و در ۱۸ سالگی به علت وجود توموری در زانوی خود، پای چپش را از دست داد. وی از سال ۱۳۸۹ والیبال نشسته را آغاز کرد و حدود یک سال بعد به اردوی تیم ملی بانوان دعوت شد و تاکنون با لباس تیم ملی به میدان می‌رود.

## افتخارات
- نشان نقره بازی‌های پاراآسیایی ۲۰۲۲، هانگژو چین [۴](به دلیل همه‌گیری کرونا با یک سال تاخیر در سال ۲۰۲۳ برگزار شد[۵])
- نشان نقره بازی‌های پاراآسیایی ۲۰۱۸، جاکارتا اندونزی [۶]
- مقام پنجم بازی‌های پارالمپیک ۲۰۱۶، ریو برزیل [۷]
- نشان نقره بازی‌های پاراآسیایی ۲۰۱۴، اینچئون کره جنوبی [۸]